# Ерухан
Ерухан (з.-арм. Երուխան; псевдоним, настоящее имя Ервант Срмакешханлян, з.-арм. Երուանդ Սրմաքէշխանլեան) (1870—1915) — армянский писатель, публицист, переводчик, педагог. Был арестован, подвергнут пыткам и убит турецкими властями во время геноцида армян.

## Биография
Ерухан родился в 1870 году в городе Константинополе (Стамбул). Он получил детское образование в Нерсесиянском институте, старом и ветхом здании, служившем школой. Один из своих юмористических персонажей в романе «Дочь Амира» (арм. Ամիրային աղջիկը) Ерухан основал на директоре школы Константине Абантаряне. В студенческие годы Ерухан считался ленивым и слабым учеником. Он испытывал особое отвращение к математике, говоря, что первые люди, которых он ненавидел в своей жизни, были его учителями математики.
В 1886 году отец подтолкнул Ерванда к карьере врача, но друг семьи убедил его записать сына в недавно открытый Центральный колледж (ныне армянская средняя школа «Гетнораган»). Ерухан поступил в школу, но не смог стать первоклассником. По иронии судьбы, он был даже посредственен в армянской литературе. Он заболел во время экзаменационной сессии в конце года и не смог написать свои экзамены. Его ходатайство о проведении экспертизы было отклонено, и он выбыл из учебного заведения. 
Будучи выходцем из бедной семьи, он был вынужден быстро найти работу. Работал в течение недели вместе с торговцами, прежде чем его уволили якобы потому, что он «не был человеком для этой работы». В течение следующих двух лет Ерухан посвятил себя чтению множества романов различных европейских и армянских писателей, а также овладел французским языком. Затем он присоединился к редакционной группе газеты «Восток» (арм. Արեւելք) в качестве переводчика. В конце концов, он начал писать свой собственный материал, и его талант был замечен великими армянскими писателями того времени — Григором Зохрабом и Арпиаром Арпиаряном. Его поощряли продолжать писать, и его работы постоянно публиковались в газетах «Восток» и «Масис» (арм. Մասիս).
В 1896 году, во время Массовых убийств армян, он бежал из страны вместе со многими другими армянскими интеллектуалами. Он поселился в Болгарии, где писал для газеты «Шавиг» (арм. Շաւիղ), а также работал учителем. В 1904 году Ерухан переехал в Египет, где возглавил редакцию газеты «Несущий свет» (арм. Լուսաբեր). В 1905 году он женился на одной из своих бывших студенток.

## Смерть
В 1908 году он вернулся в Константинополь, где стал директором своей бывшей школы — армянской средней школы «Гетронаган». Пять лет спустя он переехал в Харберд (Нор Кюрин) (арм. Խարբերդ), где занял административную должность в местной школе. 24 апреля 1915 года стал сигналом к началу Геноцида армян. Вскоре после этого Ерухан вместе со священником был арестован и брошен в тюрьму. Их пытали в течение многих дней, после чего заковали в цепи и заставили идти по улицам Харберда. Турецкие солдаты выгнали их за город и расстреляли Ерухана вместе со священником. Его жена и двое детей были убиты во время марша смерти, ведущего в Дейр-эз-Зорский лагерь.

## Стиль письма
Ерухана можно отнести к реалистам, пришедшим из молодого поколения армянских писателей. Ему предшествовали Зохраб и другие реалисты-романисты. За свою карьеру, длившуюся четверть века, он написал около шестидесяти коротких романов и два полноценных романа. Его рассказы представляют большую ценность для историков, так как он был в состоянии изобразить в мельчайших деталях повседневную обстановку многих персонажей. Его точные описания стали формой документированной истории этих конкретных людей и их соответствующего окружения. Ерухан даёт большое представление о карьере, социальных нормах, социальной иерархии, идеологиях и даже сплетнях той конкретной эпохи. Этот автор не обращался к аристократии за своими сюжетными линиями, а вместо этого использовал простолюдина в качестве основного источника изображения персонажей. Читатель по-настоящему чувствует радости и страдания этих простых людей в своих романах. Ерванд был убежден, что труд и каторга действительно делают людей лучше и делают их более способными ценить жизнь. По его словам, те, кто изо всех сил старался принести еду на стол, были чище сердцем, чем те, кто этого не делал. Он искренне сочувствовал бедным, но признавал их храбрость и решительность. Его рассказы можно рассматривать как своего рода дань уважения тем, кто никогда их не получал. Его язык обычно прост, но иногда он забивается более сложным словарём и множеством тонких сравнений. Влияние других выдающихся писателей его эпохи можно увидеть в некоторых его произведениях.